# ربکا نایلور هازارد

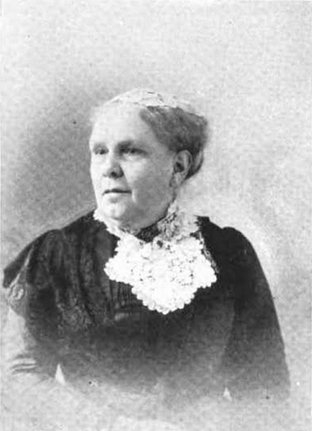
ربکا نایلور هازارد

ربکا نایلور هازارد (به انگلیسی: Rebecca Naylor Hazard) (زاده ۱۰ نوامبر ۱۸۲۶ – درگذشته مارس ۱۹۱۲) یک نیکوکار، سوفراگست، اصلاح طلب و نویسنده آمریکایی از ایالت اوهایو واقع در ایالات متحده آمریکا بود.

## زندگی شخصی
در سال ۱۸۴۴ ربکا هازارد با ویلیام هازارد (۱۸۱۲–۱۸۷۹)، اهل نیوپورت، رود آیلند ازدواج کرد و آنها صاحب پنج فرزند شدند.